# Macrojoppa similis
Macrojoppa similis är en stekelart som beskrevs av Szepligeti 1900. Macrojoppa similis ingår i släktet Macrojoppa och familjen brokparasitsteklar. Inga underarter finns listade i Catalogue of Life.